# Castillo de La Higueruela
El castillo de La Higueruela son los restos de una fortificación compleja de ocupación ibérica y romana. Se encuentra al N del término municipal de Jaén, a 17 km de la capital y a unos 3 de Torrequebradilla.

## Descripción
El yacimiento presenta en superficie una fortificación compleja con varios bastiones - contrafuertes cuadrados y torre central. Además de esta construcción, aparecen numerosas líneas de muros que conforman diferentes estructuras cuadrangulares. Los materiales cerámicos muestran distintas fases de hábitat: cerámicas ibéricas decoradas, cerámicas romanas y vidriadas medievales.